# Sahlen Field
O Sahlen Field é um estádio localizado em Buffalo, Nova Iorque, Estados Unidos, possui capacidade total para 16.600 pessoas, é a casa do time de beisebol Buffalo Bisons da International League, liga do nível triplo A do beisebol. O estádio foi inaugurado em 1988, em 2020 devido a epidemia de Covid-19, foi a casa do Toronto Blue Jays da MLB.